# IC 2814
IC 2814 је елиптична галаксија у сазвјежђу Лав која се налази на листи објеката дубоког неба у Индекс каталогу.
Деклинација објекта је + 9° 39' 42" а ректасцензија 11h 26m 8,6s. Привидна величина (магнитуда) објекта IC 2814 износи 15,2 а фотографска магнитуда 16,2.